# AeroWings
AeroWings, connu au Japon sous le nom d'Aero Dancing featuring Blue Impulse (エアロダンシング featuring Blue Impulse), est jeu vidéo de simulateur de vol développé par CRI Middleware, édité par Crave Entertainment et sorti en 1999 sur Dreamcast. Le jeu propose des graphismes et une expérience de vol réaliste qui sont comparables à ceux de Pilotwings 64.
Il a pour suite AeroWings 2: Airstrike.

## Accueil
- Gamekult : 5/10[3]